# Romulus Silvius
Pour les articles homonymes, voir Romulus.

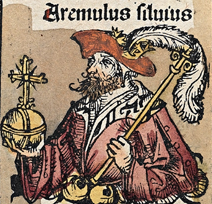
Romulus Silvius, image tirée des chroniques de Nuremberg.

Romulus Silvius est le onzième des rois légendaires d'Albe la Longue (en latin et italien : Alba Longa), une cité antique fortifiée du Latium, l'une des plus anciennes cités d'Italie, située à 20 km au sud-est de Rome. 

## Biographie
Selon la tradition reprise par Tite-Live, Romulus Silvius est le fils d'Agrippa et le petit-fils de Tiberinus Silvius. Il succède à son père à la mort de celui-ci. Selon Denys d'Halicarnasse, il a régné dix-neuf ans, il était tyrannique et haï des dieux, qu'il ne respectait pas ; il avait cherché à produire des imitations de la foudre et du tonnerre pour terrifier le peuple, comme s'il était un dieu ; il fut soudainement englouti avec sa maison par les eaux du lac près duquel il demeurait. Selon d'autres, il serait mort foudroyé.
Aventinus, père (?) ou du moins prédécesseur direct du roi Proca, lui succède.

## Dénomination
Romulus Silvius est ainsi dénommé par Tite-Live.
Mais il est nommé Remulus par Ovide, tant dans Les Fastes que dans Les Métamorphoses.
Il est nommé Aremulus par Diodore de Sicile et le Pseudo-Aurelius Victor.
Denys d'Halicarnasse le nomme Allodius (Ἀλλώδιος).